# Rozga
Rozga is een plaats in de gemeente Dubravica in de Kroatische provincie Zagreb. De plaats telt 161 inwoners (2001).